# Radio Super Folk
Radio Super Folk fue una emisora de radio peruana de folklore, huayno, música latinoamericana y saya. Desde enero de 2020 estuvo al aire bajo el nombre de Radio 104.7 FM hasta abril de 2020 que salieron del aire, siendo reemplazada por una radio sin identificación de baladas, bachatas y pop latino.

## Historia
Nació el 1 de julio de 2019, después de que Ricardo Belmont Vallerino alquilara la frecuencia 104.7 FM de la desaparecida RBC Radio a CRP Radios con transmisión de música folklórica peruana y latinoamericana, siendo la única emisora en la FM con este formato musical en Lima. Con esta emisora es la novena emisora en la FM de CRP Radios. El 15 de agosto se comenzó a emitir desde la antena de CRP en el Morro Solar, aumentando su potencia de señal y mejorando su recepción. El 5 de noviembre empezó a mostrar datos RDS.
Desde enero de 2020 la emisora se denomino simplemente 104.7 FM volviéndose una emisora de transición, transmitiendo algunos temas de cumbia en su programación. Se esperaba que finalizara sus transmisiones el 1 de febrero pues, el 23 de enero, la estación volvió a transmitir desde la histórica antena de RBC en el Morro Solar, dejó de transmitir en RDS y eliminó su actividad en las redes sociales. Sin embargo, el 31 de enero a las 4:00 p.m. (UTC-5), la estación volvió a emitir desde la antena de CRP y reinstauró el sistema RDS.
El 23 de marzo de 2020, la emisora deja de emitir cumbia, regresando a su formato original de folklore, huayno, saya y música latinoamericana, debido a que el formato no prosperó.
Desde inicios de abril de 2020, se comenzó a transmitir desde la antena de RadioCorp (Morro Solar), de menor potencia, dando señales de que la radio pronto iba a finalizar sus transmisiones.
Finalmente, el viernes 24 de abril de 2020, a las 4:00 p.m. (UTC-5) la radio salió del aire en los 104.7 FM, la última canción que emitió fue "Tusuy kusun" de Damaris, después eliminando la radio de la lista de emisoras de la APP de CRP, confirmando que dicha corporación radial ya no administra más los 104.7 FM. Sin embargo dicha frecuencia siguió sin señal hasta el 12 de junio de 2020, que ingresó una nueva radio en señal de prueba con programación ininterrumpida de música de baladas y bachatas, administrada por RadioCorp.
La desaparición de esta emisora fue debido a la baja audiencia y que era la única radio de CRP que tenía escasa publicidad, además se financiaba con los eventos folklóricos como conciertos, debido a que en marzo de 2020 comenzó la cuarentena por la pandemia de COVID-19 y los conciertos fueron suspendidos, por consiguiente no habían ingresos y la radio no tenía la solvencia económica para seguir al aire.

## Eslóganes
- La radio del folklore (2019-2020)